# Caligrafie
Caligrafia (din ngr. ϰαλλιγραφα, kalligráphia, prin fr. calligraphie) este scrierea frumoasă, estetică, predată îndeobşte la şcoală. Practicată la un alt nivel devine artă, acesta fiind sensul abordat în acest articol. Un al treilea sens este felul tipic de scriere al cuiva.

## Tipuri de scriere și evolutia lor
Scrisul, una dintre cele mai importante forme de comunicare umană, cuprinde în istoria lui două mari direcții: scrierea sumeriană și cea chineză. Prima dintre ele, cunoscută și sub numele de cuneiformă, scriere simbolică, folosită în mileniul 8 î.e.n., a trecut, în timp, de la o formă picturală la una tot mai convenționalizată, punctul culminant în transformarea ei constituindu-l invenția alfabetului grecesc (împrumutat apoi și de alte culturi), considerat marea împlinire a culturii vestice logice și științifice.
Spre deosebire de scrierea cuneiformă, scrierea chineză a folosit, și o face și în prezent, semne picturale. Sistemul de scriere al ideogramelor chinezești, caracterele-cuvinte, împrumutate de cultura japoneză în secolul al VI-lea, ar fi apărut, spune legenda, undeva în China, în anul 2700 î.e.n, fiind creația unei persoane misterioase cu 4 ochi, pe nume Tsang Hsieh, inspirat, se pare, de urmele lăsate de păsări pe nisip. Și mai spune legenda că însuși Zeul cerului, uimit de atâta ingeniozitate, ar fi făcut să cadă grâne din cer, în semn de admirație pentru lucrul omenesc înfăptuit. Și azi în China, acele inscripții de pe scoici sau carapace de broască țestoasă, picturi simplificate, interpretate ca reprezentări ale unor voci divine, sunt considerate obiecte de venerație, potire pline de magie și putere, ideea acestor pictograme sacralizate și rezervate pentru oracole devenind fundamentală atât în dezvoltarea ulterioară a caracterelor chinezești folosite pentru scris în Orient și Extremul Orient, cât și, implicit, pentru dezvoltarea artei caligrafiei.
Ideogramele chinezești, numite kanji în limba japoneză, amintesc de hieroglifele egiptene, deși nu sunt atât de apropiate de obiectele reprezentate ca în scrierea veche egipteană. Mai degrabă, ele sunt imagini simplificate, a căror semnificație se arată prin sugestie sau imaginație. În ceea ce ne privește, înțelegem kanji-ul ca ochiul care a fost cândva emoționat de impactul cu lumea și care dorește să restituie această emoție vizibilului printr-o imagine stilizată. Și, deși scrierea ideografică pare a deriva din pictură, se crede tot mai mult că ea, pur și simplu, o fondează.

## Egiptul antic

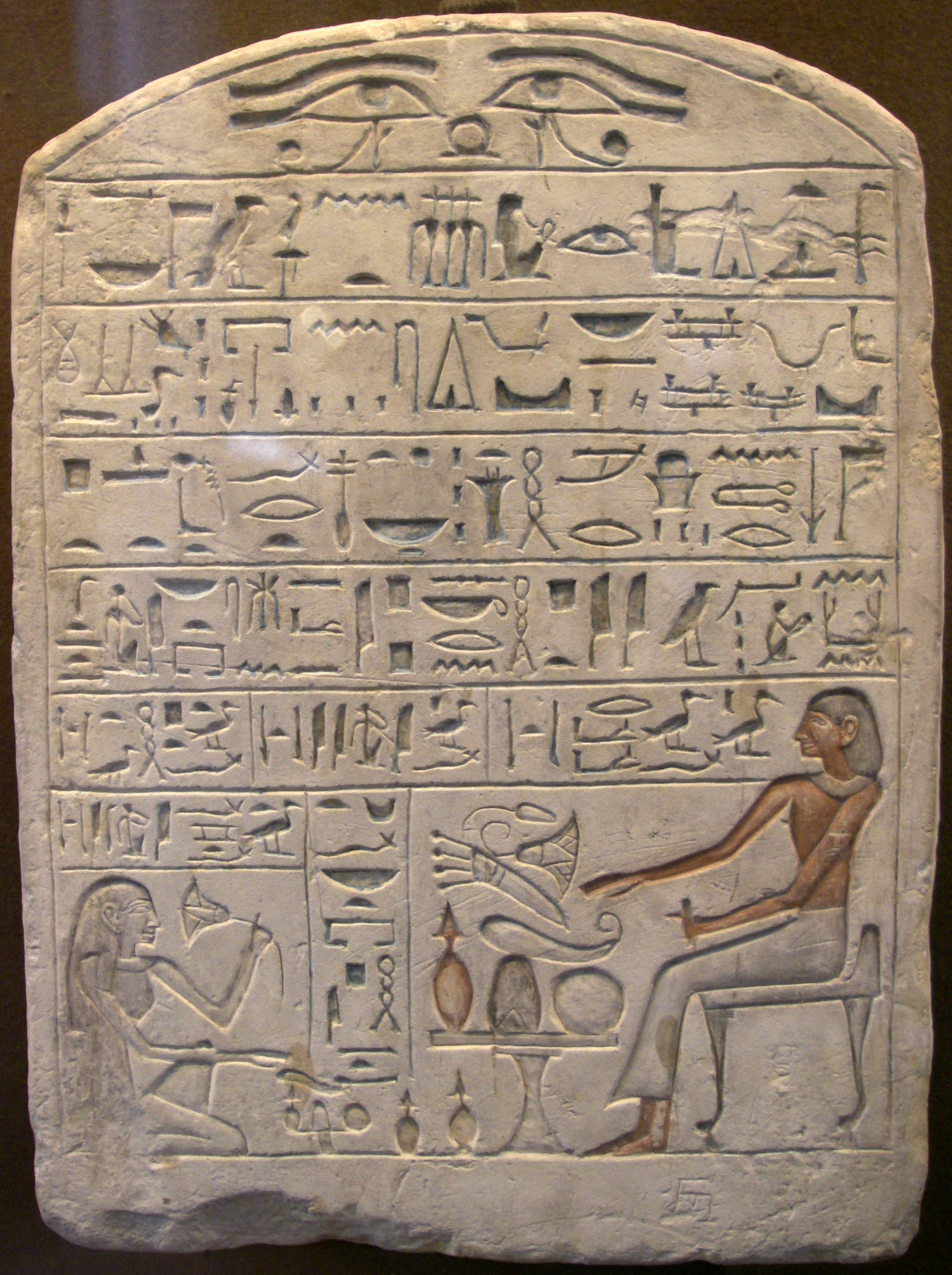
Stela lui Pepi, mai-marele olarilor; pictură pe piatră, sec. 8 î.e.n.

## Cultura greacă
Cultura greacă întâmpina apariția scrisului cu o oarecare rezervă, considerându-l un semn de rău augur pentru om, întrucât se credea că va aduce în suflete uitarea, dat fiind că oamenii nu-și vor mai aminti prin puterea lor, ci din afară, cu ajutorul unor “întipăriri străine”. Grecii prețuiau cuvântul oral și, ca urmare, artizanii cuvântului viu, mânuitori ai logosului oral, erau considerați “încarnarea înțelepciunii”.

## Caligrafia in Europa

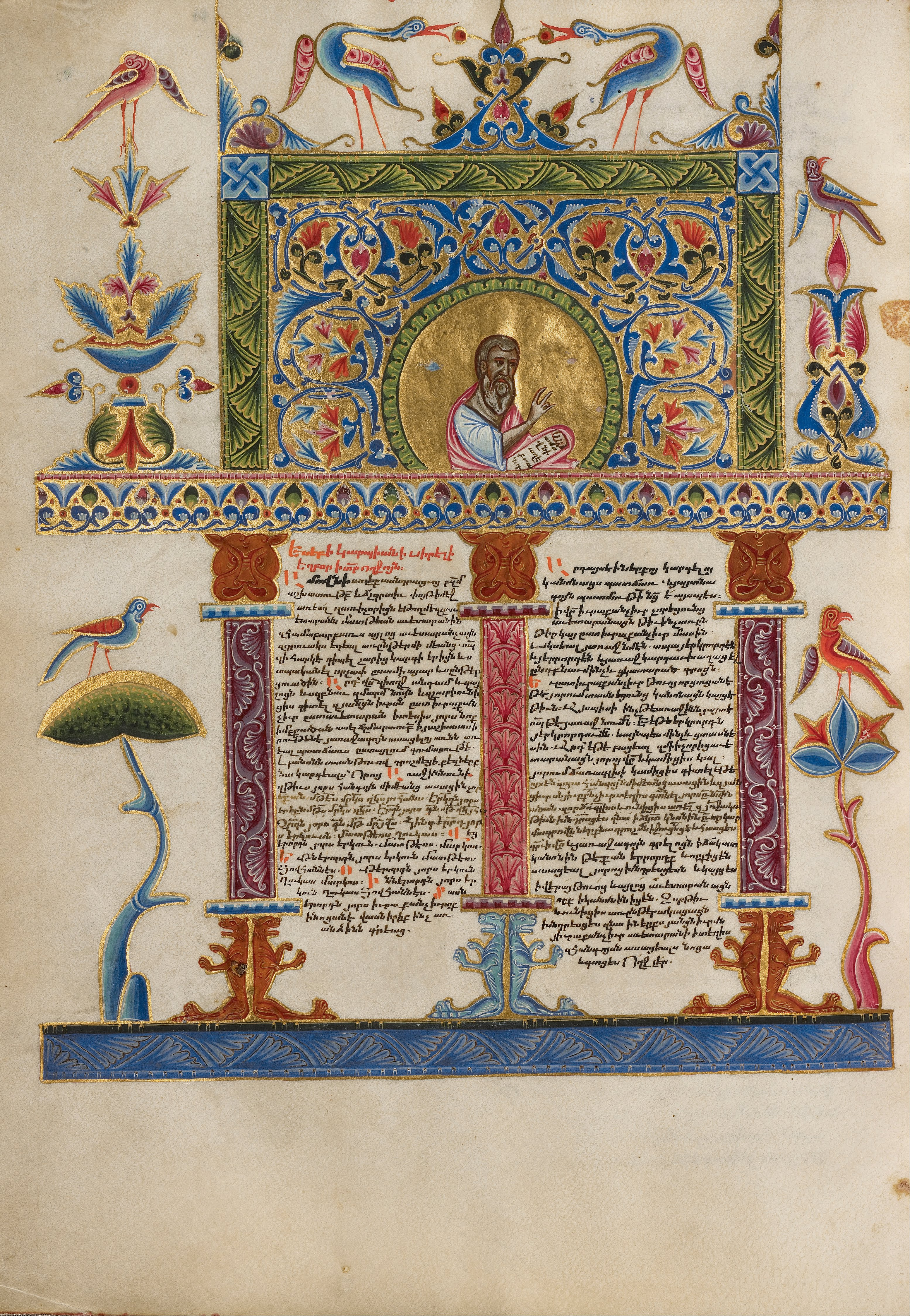
Pagină de manuscris iluminat de către artistul armean Malnazar, sec. XVII, în stil bizantin

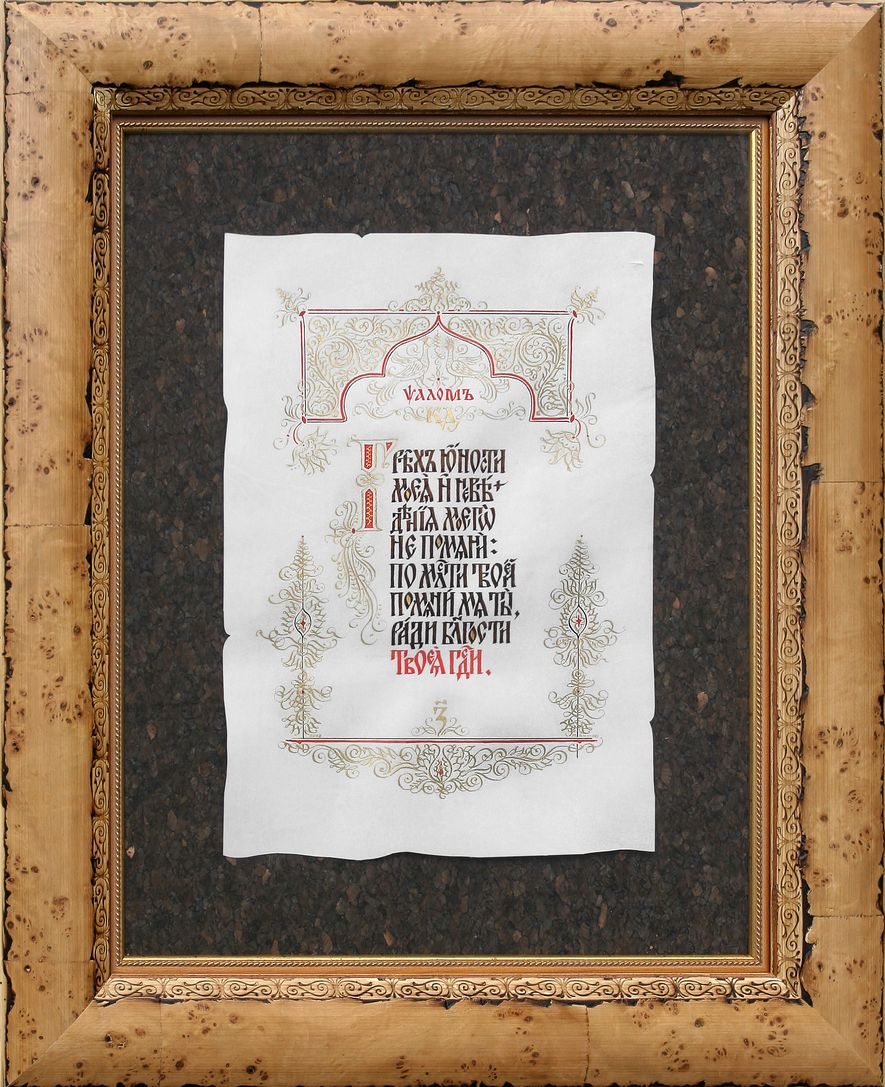
Petr Chobitko, caligraf contemporan rus: Psalmii (25, 7)

## Caligrafia musulmană

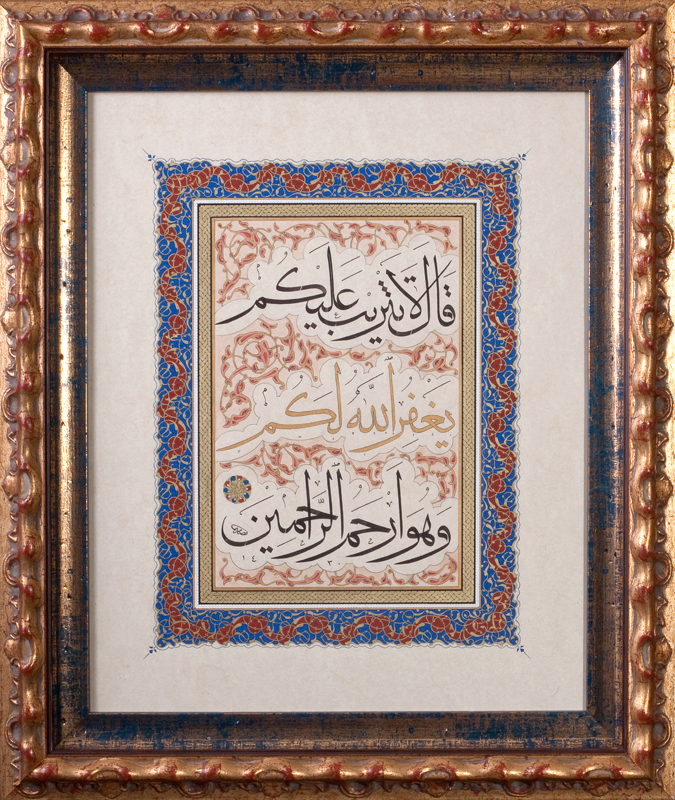
Nassar Mansour (n. 1967, Iordania): sură din Coran

## Caligrafia extrem-orientală

### China

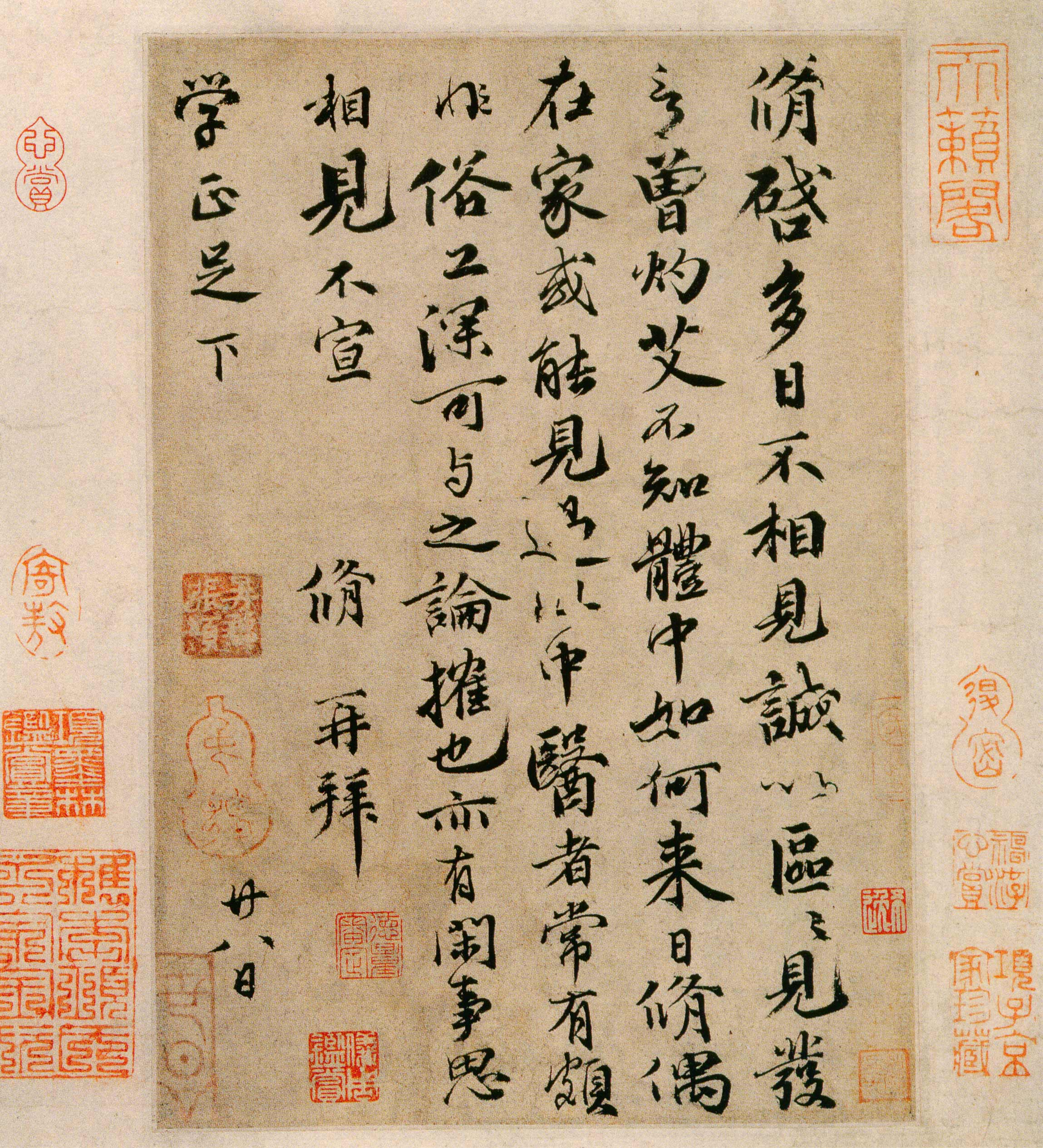
Scrisoare a lui Ouyang Xiu (1007 - 1072), poet si istoric chinez

Caligrafia japoneză - vezi articolul in limba engleză, en:Chinese calligraphy.

### Coreea
Caligrafia coreană - vezi articolul in limba engleză, en:Korean calligraphy.

### Japonia
Caligrafia japoneză - vezi şi articolul in limba engleză, en:Japanese calligraphy.
Dacă ceremonia ceaiului, ceremonia florilor, origami sunt atitudini și manifestări artistice mai ușor accesibile străinului dornic de a se apropia de cultura japoneză, caligrafia cunoaște, firesc, o altă abordare, fapt datorat specificului ei legat de caracteristicile unui anumit tip de scriere.

#### Cultura japoneză
Cultura extrem-orientală părea să primească darul scrierii cu totul altfel decât cea greacă. Pentru călugării budiști Zen, care năzuiesc la o împărtășire cu firea lăuntrică a lucrurilor și privesc însușirile exterioare ale obiectelor, fenomenelor numai ca niște stavile ce îngreunează pătrunderea imediată a adevărului, scrisul și mai ales caligrafia erau considerate o “filosofie activă”, o “practică sacră”, prin care omul se putea împlini total. De aceea se împărtășește părerea că această iubire a abstractului i-a împins și îi împinge pe călugării Zen să dea întâietate schițelor în negru și alb, preferându-le picturii în culori. Dacă la greci mânuitorii logosului oral erau considerați “încarnarea înțelepciunii”, Orientul vedea înțelepciunea întrupându-se în creația maestrului caligraf, “artizanul cuvântului scris”.
Caligrafia japoneză shodo este, după cum arată ideogramele componente ale cuvântului și definiția din Dicționarul tezaur al limbii japoneze , “drumul înspre scriere ca artă”. O regulă nescrisă a caligrafiei ar consta în faptul că fiecare trăsătură a caracterului, fiecare punct trebuie să sugereze obiectul natural. Dacă un kanji tipărit nu admite nici cea mai mică abatere de la ordinea și numărul trăsăturilor lui, un caracter caligrafiat nu mai este, în mod necesar, un aranjament simetric al acestor linii și puncte. Ideograma caligrafiată, caligrama, este, mai degrabă, un tot armonios, în care un impuls inițial a antrenat trăsăturile componente ale kanji-ului într-un dans de durata unei clipe, în care forțe țâșnite din interacțiunea mână-pensulă-hârtie au dat suflet ideogramei. Talentul și imaginația caligrafului vor oferi trăsăturilor pictogramei o linie frumoasă și vor crea balansul structurii respective. 
Maestrul caligraf, în timp ce scrie, practică o teorie magică a viziunii asupra lumii. Lucrurile simbolizate deja în kanji trec în el sau, poate, spiritul maestrului părăsește prin ochi trupul, pentru a se plimba prin și printre lucrurile-imagini, întrucât sufletul-artist nu încetează să interpreteze ideogramele după o viziune personală. Mulți pictori spun că se simt “priviți” de lucruri. Caligraful se simte “privit” de lumea semnificativă a pictogramelor, încercând cu sprijinul lor o străpungere înspre inima propriului sine.